# آرنولدی کرونیکا اسلاوروم
آرنولدی کرونیکا اسلاوروم (انگلیسی: Arnoldi Chronica Slavorum)، اثر آرنولد لوبک، راهب و تاریخ‌نگار جنگ‌های صلیبی است. اثر مزبور نخستین ذیل بر کتاب هلمود بوسائو به همان نام وقایع‌نامه اسلاوها است و منبع دست اولی برای جنگ‌های صلیبی حوزه بالتیک است. وقایع‌نامه آرنولد نه‌تنها برای عملکرد و عملیات نظامی آلمانی‌ها و دانمارکی‌ها علیه اسلاوها و گسترش آیین مسیحیت در آن منطقه که تا شرق رودخانه الب ادامه می‌یابد، بلکه برای جنگ‌های صلیبی که در سرزمین‌های آن سوی دریا به‌ویژه اراضی مقدس به‌وقوع پیوستند، منبع مهم و قابل ملاحظه‌ای استو اقدامات زائران صلیبی اورشلیم از سال ۱۱۷۲ به بعد، تصرف اورشلیم از سوی صلاح‌الدین ایوبی در سال ۱۱۸۷، وقایع جنگ صلیبی سوم، لشکرکشی هنریش پنجم، امپراتوری مقدس روم و جنگ صلیبی چهارم از مهم‌ترین موضوعاتی هستند که آرنولد لوبک بدان‌ها اهتمام نموده‌است.